# 片马社鼠
片马社鼠（学名：Niviventer pianmaensis）也称片马白腹鼠，一种于中国云南西部发现的啮齿动物，隶属于鼠科白腹鼠属社鼠种团。本种发表时被认为是安氏白腹鼠（Niviventer andersoni）的一个亚种，2018年，有学者通过系统分类学研究将本种提升为独立种。